# Nippon Oil
JX Nippon Oil & Energy Co. (新日本石油株式会社 Shin Nihon Sekiyu Kabushiki-gaisha?, TYO: 5001), o NOC o Shin-Nisseki (新日石) es una compañía japonesa de petróleo. Su negocio incluye la exploración, importación y refino de petróleo crudo; la fabricación y venta de productos petroleros, incluyendo gasolinas y lubricantes; y otras actividades relacionadas con la energía.
Sus productos se venden bajo la marca comercial ENEOS, que también es utilizada para sus estaciones de servicio. Es la mayor compañía petrolera en Japón, y en los últimos años ha estado expandiendo sus operaciones en otros países.

## Historia
La compañía fue fundada en 1888 como "Nippon Oil" (日本石油 Nihon Sekiyu?), abreviadamente "Nisseki" (日石). En 1999, la empresa se fusionó y absorbió la antigua "Mitsubishi Oil" (三菱石油 Mitsubishi Sekiyu?). La fusión creó la compañía "Nippon Mitsubishi Oil" (日石三菱 Nisseki Mitsubishi?) hasta 2002, cuando adoptó su actual nombre.

## Operaciones en todo el mundo

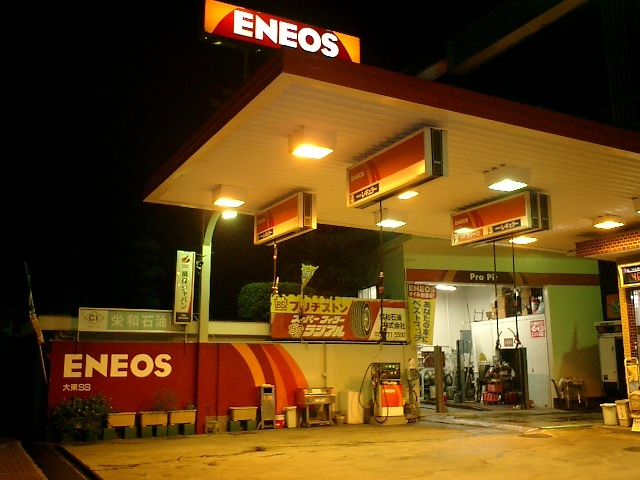
Estación de servicio de ENEOS en Japón.

La compañía tiene subsedes en todo el mundo, incluyendo JX Nippon Oil & Energy USA Inc en Schaumburg, Illinois, Torrance, California, y Nippon Oil Lubricants (América), LLC, en Childersburg, Alabama. ENEOS es la marca comercial del Grupo JX. Recientemente las marcas para gasolinas de automoción ENEOS y SUSTINA han sido exportadas a Estados Unidos. Su línea de productos incluye aceite lubricante de alto rango de viscosidad 0W-50, extremadamente difícil de formular. 
NOC emplea más de 5.563 personas, con empleos adicionales en sus divisiones en el extranjero, y opera las siguientes refinerías en Japón:
- Muroran Refinería (Nippon Petroleum Refining Co., Ltd.)
- Sendai Refinería (NPRC)
- Yokohama Refinería (NPRC)
- Negishi Refinería (NPRC)
- Mizushima Refinería (NPRC)
- Osaka Refinería (NPRC)
- Marifu Refinería (NPRC)

Nippon Oil Exploration también posee el 5% del accionariado de Syncrude, una empresa minera canadiense de arenas bituminosas, a través de su enteramente subsidiaria Mocal Energy.
La compañía también tiene colaboración técnica con Tide Water Oil Co., un fabricante indio de productos petroleros. Lubricantes de alta calidad bajo la marca comercial ENEOS son fabricados y comercializados en India por Tide Water Oil Co. in India.

### Terremoto y tsunami de 2011
El 11 de marzo de 2011, la refinería de Sendai, con capacidad de refino de 145.000 barriles diarios, se incendió a causa de un terremoto de magnitud 9. Los trabajadores fueron evacuados, pero las alertas de tsunami obstaculizaron los esfuerzos de extinción del fuego hasta el 14 de marzo, cuando estaba previsto hacerlo.

## Patrocinio
Nippon Oil fue con anterioridad patrocinador del Equipo Honda de Fórmula 1 y en la actualidad es patrocinador del club de fútbol. F.C. Tokyo. También es patrocinador de otros equipos de deporte de motor, tales como el Equipo Lexus LeMans ENEOS SC430 en las series Super GT japonesas en la clase GT500. A finales de la década de 1980 y principios de 1990 patrocinó al Trust Racing Team Porsche en el Campeonato Japonés de Prototipos Deportivos. Más recientemente, la marca Eneos ha representado el Chevrolet Camaro #42 de Kyle Larson en la NASCAR Nationwide Series durante la temporada 2014 en carreras seleccionadas.